# Balochisaurus malkani
Balochisaurus malkani (“lagarto de los balochi de M.S. Malkani”) es la única especie conocida del género extinto Balochisaurus de dinosaurio saurópodo titanosauriano, que vivió a finales del período Cretácico, hace aproximadamente 70 millones de años durante el Maastrichtiense, en lo que es hoy subcontinente Indio. Su espécimen tipo es MSM-43-15 a 48-15, un conjunto de vértebras. Su localidad tipo es Mari Bohri, una arcilla fluvial del Maastrichtiense en la Formación Vitakri de Pakistán. El descubrimiento, junto a otros especímenes de dinosaurio fue realizado cerca de Vitariki por un equipo de paleontólogos del Instituto Geológico de Pakistán. Formalmente descrito en 2006 por M.S. Malkani, el género esta basado en siete vértebras caudales encontradas en el Miembro Vitakri de la Formación Pab, con vértebras adicionales y un  cráneo parcial referidos a este. El autor erigió una nueva familia a la que llamó Balochisauridae para Balochisaurus, pero queda ver si esta familia recibe la aceptación entre sus pares.